# Evippa
Evippa es un género de arañas araneomorfas de la familia Lycosidae. Se encuentra en Sudáfrica e Indonesia.

## Lista de especies
Según The World Spider Catalog 12.0:
- Evippa aculeata (Kroneberg, 1875)
- Evippa aequalis Alderweireldt, 1991
- Evippa apsheronica Marusik, Guseinov & Koponen, 2003
- Evippa arenaria (Audouin, 1826)
- Evippa badchysica Sternbergs, 1979
- Evippa banarensis Tikader & Malhotra, 1980
- Evippa benevola (O. Pickard-Cambridge, 1885)
- Evippa beschkentica Andreeva, 1976
- Evippa caucasica Marusik, Guseinov & Koponen, 2003
- Evippa concolor (Kroneberg, 1875)
- Evippa douglasi Hogg, 1912
- Evippa eltonica Dunin, 1994
- Evippa fortis Roewer, 1955
- Evippa jabalpurensis Gajbe, 2004
- Evippa jocquei Alderweireldt, 1991
- Evippa kazachstanica Ponomarev, 2007
- Evippa kirchshoferae Roewer, 1959
- Evippa lugubris Chen, Song & Kim, 1998
- Evippa luteipalpis Roewer, 1955
- Evippa mandlaensis Gajbe, 2004
- Evippa massaica (Roewer, 1959)
- Evippa nigerrima (Miller & Buchar, 1972)
- Evippa onager Simon, 1895
- Evippa praelongipes (O. Pickard-Cambridge, 1870)
- Evippa projecta Alderweireldt, 1991
- Evippa rajasthanea Tikader & Malhotra, 1980
- Evippa rubiginosa Simon, 1885
- Evippa russellsmithi Alderweireldt, 1991
- Evippa schenkeli Sternbergs, 1979
- Evippa shivajii Tikader & Malhotra, 1980
- Evippa sibirica Marusik, 1995
- Evippa sjostedti Schenkel, 1936
- Evippa soderbomi Schenkel, 1936
- Evippa sohani Tikader & Malhotra, 1980
- Evippa solanensis Tikader & Malhotra, 1980
- Evippa strandi (Lessert, 1926)
- Evippa turkmenica Sternbergs, 1979